# عسيلان (شبوة)

تعديل مصدري - تعديل

عسيلان هي مدينة ومركز مديرية عسيلان بمحافظة شبوة اليمنية، بلغ تعداد سكانها 3695 نسمة حسب الإحصاء الذي أجري عام 2004.